# Kanton Montauban-4
Der Kanton Montauban-4 war von 1973 bis 2015 ein französischer Wahlkreis im Arrondissement Montauban, im Département Tarn-et-Garonne und in der Region Midi-Pyrénées. Der Kanton bestand aus einem Teil der Stadt Montauban und hatte 6331 Einwohner (Stand: 1. Januar 2012).